# Burghard Pieske

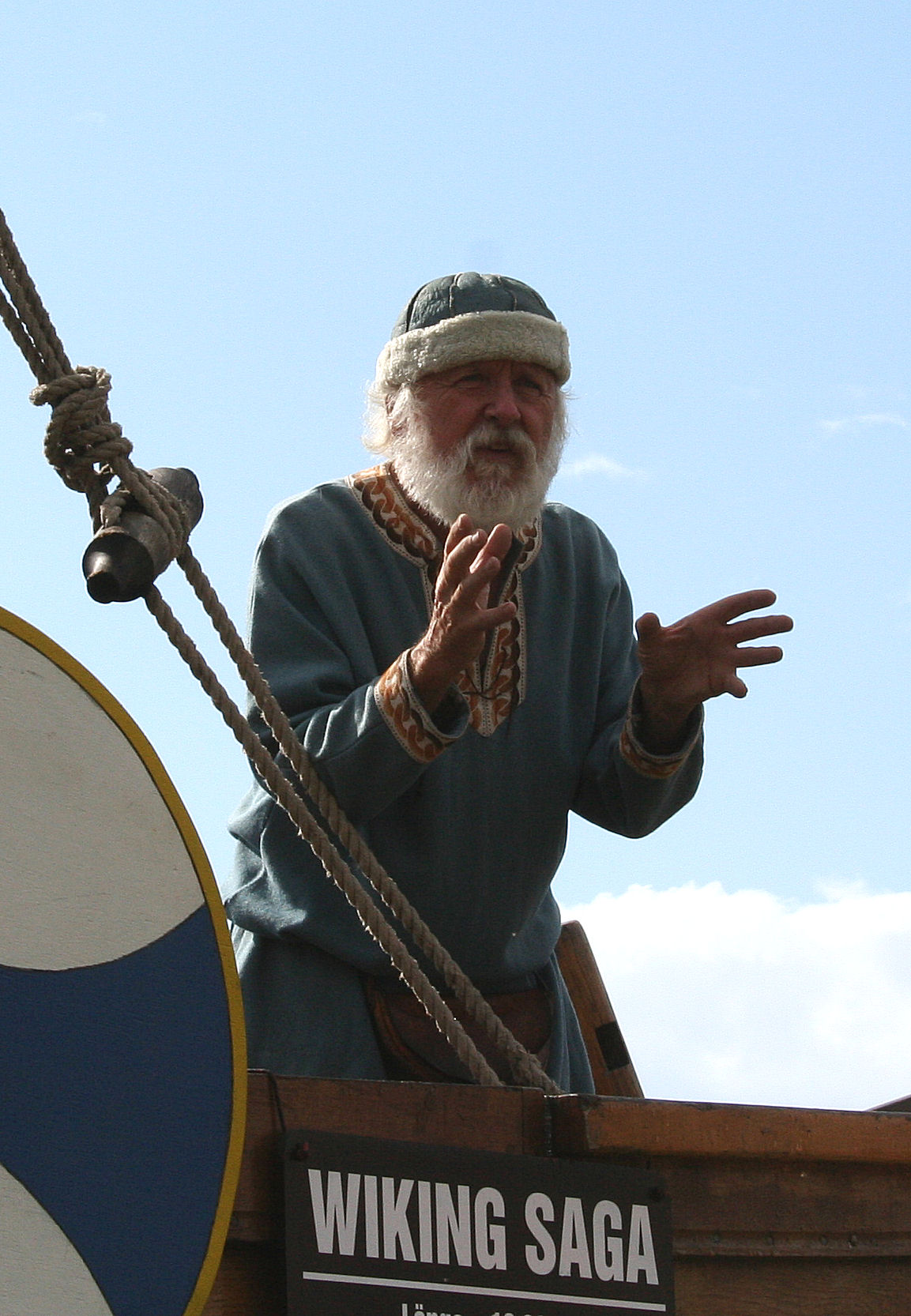
Burghard Pieske im „Slawenland“, einem 3-wöchigen Archäocamp (2007)

Burghard Pieske (* 1944 in Lübeck) ist ein deutscher Abenteurer und Weltumsegler.

## Leben
Als 16-Jähriger begann Burghard Pieske, in der Handelsmarine zu lernen und erwarb dort schließlich ein Kapitänspatent. Anschließend studierte der Sohn des Lehrers und Schulrats Gerhard Pieske und der Volkskundlerin Christa Pieske von 1966 bis 1969 Pädagogik und Geografie und wurde als Lehrer verbeamtet. Einige Jahre später gab er seinen Beamtenstatus auf, um die Welt zu umsegeln.
Er segelte 1977 bis 1987 mit dem binnen drei Jahren selbstgebauten Katamaran Shangri-La um die Welt und veröffentlichte seine Erlebnisse in drei Büchern. Im Rahmen dieser Weltumsegelung wurde ihm für die erste Ost-West-Umrundung Kap Hoorns mit einer Yacht unter deutscher Flagge 1980 der Trans-Ocean-Preis verliehen.
In den Jahren 1991 und 1992 fuhr er mit einem nachgebauten Wikingerschiff, der Wiking Saga, auf den Spuren von Leif Eriksson über den Atlantik. Zwischenhäfen bzw. Anlandeplätze während des abenteuerlichen Segeltörns waren: Egersund/Norwegen, Lerwick/Shetlands, Vestmanna/Färöer; Seyðisfjörður, Raufarhöfn, Bolungarvík und Ísafjörður/alle Island; Tasiilaq, Ikkatteq, Isertoq, Timmiarmiit, Aappilattoq, Nanortalik, Narsarsuaq, Uunartoq, Qassiarsuk, Qaqortukulooq, Qaqortoq und Paamiut, alle Grönland; Makkovik/Labrador/Kanada und schließlich L’Anse aux Meadows/Neufundland/Kanada.
Der Nachbau des historischen Bootes aus Nordeuropa aus der Zeit um das Jahr 1000 entstand im Vorfeld in der mecklenburgisch-vorpommerschen Werft „Poeler Bootswerft GmbH“ im Verlauf der Jahre 1990/91 in Kirchdorf auf der Insel Poel in der Wismarer Bucht. Der Stapellauf und die Namenstaufe des modernen Wikingerschiffes erfolgten am 4. Mai 1991. Den Poeler Bootsbauern war mit der Wiking Saga ein Meisterstück nordischer Schiffbaukunst gelungen, das sich kurz darauf in den Stürmen des Nordatlantiks bewähren sollte. Nach Bewältigung der geplanten „Wikinger-Nordatlantikroute“, die am 24. Juli 1991 im dänischen Hafen Thyborön begann und Ende September 1992 in New York endete, startete Burghard Pieske mit seiner Crew am 9. Oktober 1993 das Projekt „Wikinger-Experiment auf der Insel Usedom“ an ihrer schmalsten Stelle (330 m) zwischen Lüttenort am Achterwasser und dem Ostseestrand von Koserow. 
Die Schirmherrschaft über Pieskes „Wikinger-Experiment“ hatte der damalige Gesundheits- und Sozialminister des Bundeslandes Mecklenburg-Vorpommern – Klaus Gollert – übernommen. Auf der Grundlage der geschichtlichen Überlieferungen sollte der Nachweis erbracht werden, dass die Nordländer vor 1000 Jahren in der Lage waren, ihre seetüchtigen Schiffe per Muskel- und Pferdekraft sowohl ziehend und rollend gewisse Strecken über Land, Hindernisse eingeschlossen, zu transportieren als auch in einer Art „Gleittechnik“ und ganz ohne Pferdestärken. Der Nachweis gelang. 

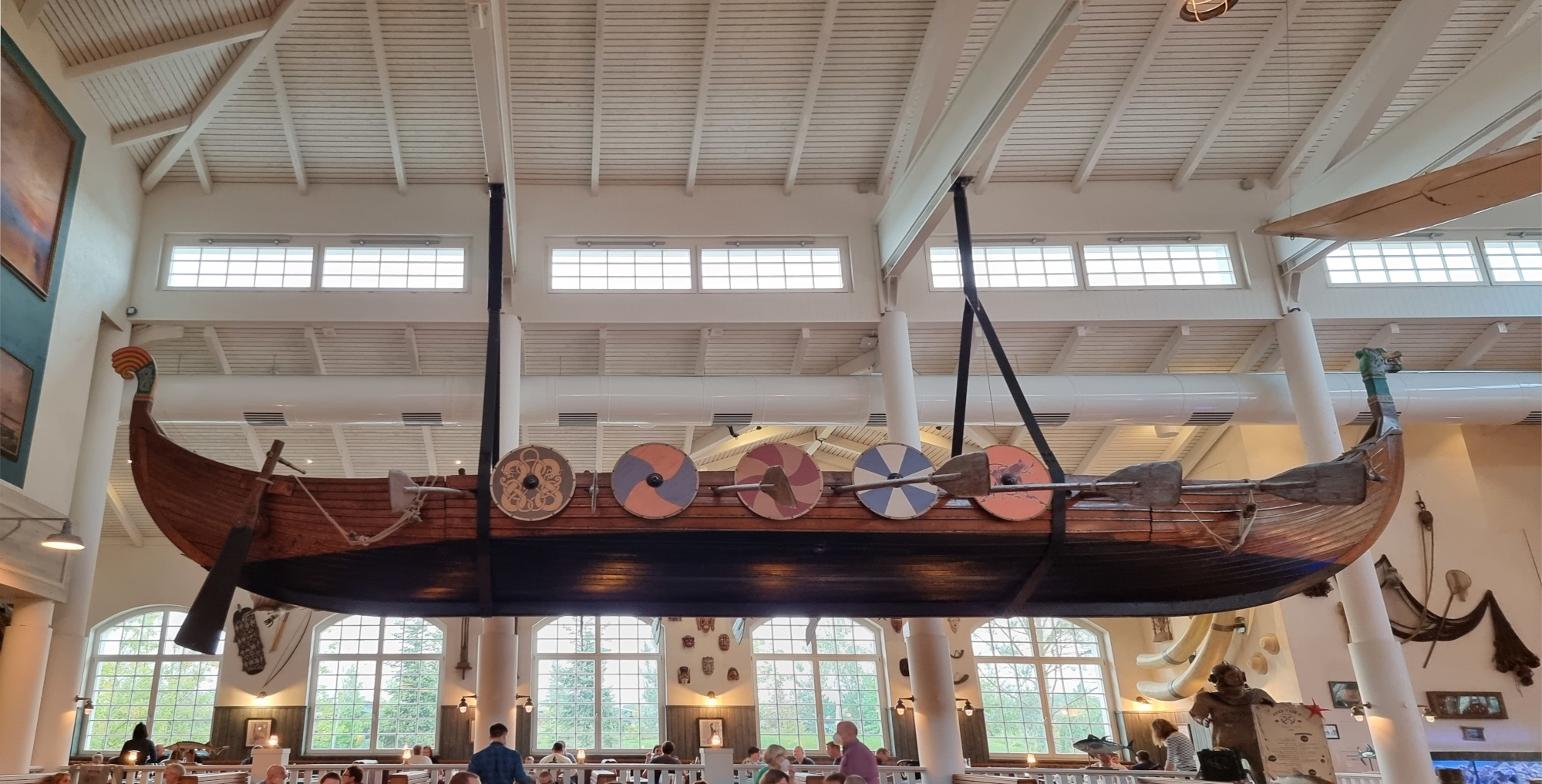
Die Wiking Saga als Blickfang im Restaurant „Bubba Svens“ in Rust

Im Mai 2019 wurde die Wiking Saga nach Rust in Baden-Württemberg gebracht und ist seitdem im Restaurant „Bubba Svens“ des Hotels Krønasår zu sehen, das direkt neben dem Freizeit-Wasserpark Rulantica liegt.
1998 machte Pieske sich von der Pazifikinsel Tonga aus allein mit der offenen Schaluppe Bounty Bay auf, um die Reise des Kapitäns William Bligh nach der Meuterei auf der Bounty nachzuvollziehen.
Von 2006 bis 2008 war er Partner im Projekt Euro-Viking, das europäische Jugendliche in nachgebauten Wikingerschiffen rund um Europa segeln ließ.
2012 wurde Pieske mit dem Mercateumspreis ausgezeichnet.
Heute ist Burghard Pieske freier Mitarbeiter der Zeitschrift Yacht. Er lebt in Lübeck.

## Schriften
- Shangri-la, mit dem Wind um die Welt,  Delius Klasing, Bielefeld 1985, ISBN 3-7688-0508-5.
- Abenteuer unter arktischer Sonne. Delius Klasing, Bielefeld 1990, ISBN 3-7688-0694-4.
- Karibisches Eis – Arktisches Feuer. Delius Klasing, Bielefeld 1987, ISBN 3-7688-0579-4.
- Shangri-la: mit dem Wind um die Welt. 6. Auflage, Delius Klasing, Bielefeld 1993, ISBN 3-7688-0596-4.
- Bounty-Bay: 5000 nasse Meilen im Pazifik; auf den Spuren von Captain Bligh. Delius Klasing, Bielefeld 1999, ISBN 3-7688-1106-9.
- Expedition Wiking Saga: im offenen Boot über den Nordatlantik. Delius Klasing, Bielefeld 2002, ISBN 3-7688-1341-X.
- Seewärts: biographische Skizzen eines Weltumseglers. Delius Klasing, Bielefeld 2003, ISBN 3-7688-1465-3.